# 단성 화산
단성 화산(單成火山)은 화산의 일종으로, 단 한번만의 분화로 만들어지는 화산을 말한다. 대표적인 예는 아이슬란드의 라키 산, 대한민국 제주특별자치도의
송악산 등이 있는데, 라키 산은 한 번 분화한 이후에 몇차례 분화를 또 했는데, 대표적으로 934년, 1783년의 분화가 유명하다. 이렇게 단성 화산은 
한 번 분화하면 식어버리므로 휴화산 상태라고 할 수 있지만, 그렇다고 모두 휴화산인건 아니다.